# Azángaro (sitio arqueológico)
Azángaro fue un centro administrativo del estado panandino Huari ubicado en el valle de Huanta - Ayacucho, cercano a la ciudad de Huari (capital del estado Huari), en el Perú. Ocupa aproximadamente 8 km² y su arquitectura y estilo urbanístico es similar a Pikillaqta, por lo cual muchos investigadores consideran a Azángaro y Pikillaqta como símbolos de la planificación y la administración del estado Huari.
Azángaro cuenta con 340 edificaciones pequeñas de tamaño similar distribuidas equitativamente a ambos lados de un pasadizo central. Además cuenta con otras construcciones rectangulares más grandes. En un principio se pensó que se trataba de un lugar de almacenamiento, pero las investigaciones realizadas por Anders afirman que Azángaro fue un sitio ceremonial en donde se llevaron a cabo rituales agrícolas y calendáricas.
Azángaro fue gobernada mediante el principio de dualidad y reciprocidad, al contrario de lo ocurrido en la ciudad de Huari en donde el poder era centralizado. Este principio de dualidad también estuvo presente en Tiahuanaco y continuó con los Incas.